# Missió: Impossible III
Missió: Impossible III (títol original en anglès: Mission: Impossible III) és una pel·lícula estatunidenca de l'any 2006 d'acció i espionatge, la pel·lícula va ser dirigida per JJ Abrams en el seu característic debut com a director, escrits per Abrams, Alex Kurtzman i Roberto Orci, i protagonitzant Tom Cruise, qui també va servir com a productor, en el paper d'un agent de l'IMF Ethan Hunt. És el tercer lliurament en la saga de Missió Impossible. En la pel·lícula, Ethan Hunt (Cruise) s'ha retirat del camp laboral de la Impossible Mission Force (IMF) i entrena nous reclutes. No obstant això, és enviat de nou a l'acció per localitzar el evasiu traficant d'armes Owen Davian (Philip Seymour Hoffman). Ha estat doblada al català.
La pel·lícula va ser premiada al Festival de Cinema Tribeca el 26 d'abril de l'any 2006, i va ser estrenada als Estats Units el 5 de maig de l'any 2006 per Paramount Pictures. Va rebre ressenyes positives de crítics i va ser comercialment reeixida. La següent pel·lícula de la seqüela està titulada Missió Impossible: Protocol fantasma va ser publicada al desembre de 2011.

## Argument
Acompanyat per Declan (Jonathan Rhys-Meyers), Zhen (Maggie Q) i Luther (Ving Rhames), Ethan no aconsegueix salvar-la i aquesta mor a causa que li havien instal·lat una càrrega explosiva al cap. Al tornar, Theodor Brassel (Laurence Fishburne) els reuneix per informar-los que la missió va ser un desastre i que estan vius de miracle. Durant el funeral de Lindsey, Ethan rep una trucada i li informen que li havien enviat correspondència d'Alemanya. Quan la recull resulta ser un punt magnètic que contenia un vídeo. Mentrestant, Benji Dunn (Simon Pegg) informa l'equip que va aconseguir extreure informació d'uns discos danyats amb correus que indicaven l'arribada d'Owen Davian al Vaticà.
L'equip decideix anar fins al Vaticà per segrestar Owen. Ethan es fa passar per ell i pren un maletí amb la direcció de la pota de conill. Owen i Ethan es mobilitzaven en un acte amb Zhen Vaig llegir i paren just a sobre d'una tapa de clavegueram per la qual van escapar i després van fer creure que havien mort. Ja a l'avió, Owen diu a Ethan que trobarà i matarà la seva dona pel que li fa.
Quan van a la caravana per lliurar Owen, Luther informa Ethan que van desxifrar el punt magnètic i li mostra el vídeo que contenia, amb un missatge de Lindsey dient-li que va rastrejar una trucada que va rebre Owen i que la trucada va sortir de l'oficina de Brassel. En aquest instant, apareix un avió que dispara a la caravana. El vehicle on estava l'equip rep un impacte i es volteja. Un helicòpter arriba i porta Owen.
Immediatament Ethan truca Julia i contesta el germà dient-li que un amic busca Julia. Ethan surt a tota velocitat en un acte per a l'hospital però en arribar ja l'havien segrestat. Rep una trucada d'Owen, que li diu que si en 48 hores no li porta la pota de conill matarà Julia. En aquest instant apareixen agents i se l'emporten.
Ja a les instal·lacions el tenen emmanillat a una llitera i amb la boca tapada. Brassel li diu que no tolerarà el seu comportament, surt de l'habitació i en aquest instant entra Musgrave, que li diu que ho miri a la cara quan li parla. Amb el moviment dels llavis li diu que va interceptar la trucada i sap el de Júlia. Li dona indicacions d'anar a Xangai i li dona una clau perquè fuita. Després d'una persecució, escapa i se'n va a Xangai.
Quan arriba a Xangai, truca el seu equip perquè arribin a una habitació a prop d'on es troba la pota de conill. En estar a l'habitació la resta de l'equip, li indiquen l'edifici on hi ha la pota de conill. Entra a l'edifici i la roba. Són perseguits breument per uns guàrdies. En aquest instant, comunica amb Musgrave i li diu que té la pota de conill, que li posarà un rastrejador per saber on es dirigeix i que si no sap d'ell en vuit hores que enviï a l'exèrcit. Després es comunica amb Owen i rep instruccions d'on reunir-se.
Ethan l'espera en una fàbrica abandonada. Apareix una limusina per portar-lo. A l'interior, es baixa a un vidre deixant veure al mateix que va segrestar a Julia, que li diu a Ethan que begui un líquid sense fer soroll. Ell ho beu i té una visió en què es besa amb Julia. Es desperta i li introdueixen alguna cosa al nas. La seqüència canvia a la de l'inici de la pel·lícula.
Després que Owen li dispari al cap a Julia, se'n va i entra Musgrave dient-li que l'artefacte que té és només la clau per obrir la pota de conill i li revela que la dona que està asseguda davant no és Julia sinó la cap de seguretat d'Owen, a qui van donar l'aparença de Julia per pressionar-lo. Musgrave explica que utilitzeu a Owen per fer arribar la pota de conill a un client a l'Orient Mitjà, tenir proves i desencadenar una guerra ja programada, després de la qual reconstruir les infraestructures de país destruït.
Ethan aconsegueix deixar-se anar, truca Benji Dunn perquè per mitjà de l'satèl·lit li indiqui on s'està Júlia. A l'arribar-hi, dispara contra uns guàrdies i la troba amarrada a una cadira. Just quan se li acosta, li comença a fer mal el cap. Apareix Owen dient-li que acaba d'activar la càrrega explosiva i el colpeja. Quan recull una pistola per matar Julia, Ethan l'empeny fins al carrer, on cauen els dos en el moment en què passa un camió, matant Owen.
Ethan diu a la Júlia que li ha de donar una descàrrega perquè no mori per l'explosiu al cap, no sense abans indicar-li com es maneja una arma i dir-li que la vol. Mentre està inconscient, Julia mata un guàrdia i Musgrave. Ethan es recupera i explica a la Júlia que és un agent de l'agència Impossible Mission Force, però ella riu i no li creu. De tornada a la base, surt Brassel felicitant pel seu treball, demanant-li disculpes i oferint-li un treball a la Casa Blanca. Ethan li pregunta què és la pota de conill i li diu que si es queda li explica. La pel·lícula acaba amb tot l'equip felicitant Ethan i la Júlia, i ells se'n van de lluna de mel.

## Repartiment
- Tom Cruise com a Ethan Hunt
- Philip Seymour Hoffman com a Owen Davian
- Ving Rhames com a Luther Stickell
- Billy Crudup com a John Musgrave
- Michelle Monaghan com a Julia Jules Meade-Hunt
- Jonathan Rhys-Meyers com a Declan Gormley
- Keri Russell com a Lindsey Farris
- Maggie Q com a Zhen Lei
- Simon Pegg com a Benji Dunn
- Eddie Marsan com a Brownway
- Laurence Fishburne com a Theodore Brassel
- Bahar Soomekh com a traductora de Davian
- Jeff Chase com a guardaespatlles de Davian
- Michael Berry Jr. com a segrestador de Julia

## Producció
Desenvolupament
El 2002, el director David Fincher va ser programat per dirigir la següent lliurament de la seqüela de Missió Impossible per a l'estiu de l'any 2004. Fincher, però, va abandonar a favor d'una altra pel·lícula, després citant les diferències creatives sobre la direcció de la sèrie. El reemplazante de Fincher va ser el director Joe Carnahan, qui va treballar desenvolupant la pel·lícula durant 15 mesos. Sota la seva participació, la pel·lícula era per presentar «Kenneth Branagh interpretant a un subjecte qui està basat en Timothy McVeigh» també com Carrie-Anne Moss i Scarlett Johansson en altres rols. Thandie Newton va ser oferta a repetir el seu paper com Nyah Nordoff-Hall de Missió Impossible 2, ella però, va rebutjar.
Després d'una disputa sobre el to de la pel·lícula, Carnahan es va retirar al juliol de 2004. Tom Cruise va cridar llavors a JJ Abrams, oferint-li la direcció de la pel·lícula després tenint una vista ràpida de les dues primeres pel·lícules del lliurament. Abrams finalment va acceptar, la producció es va endarrerir un any a causa de les seves obligacions contractuals amb Alias o Lost. Durant aquest temps, Branagh, Moss, i Johansson van abandonar el projecte a causa de les moltes demores de la producció. El 8 de juny de 2005, Paramount Pictures va donar llum verda a la pel·lícula després d'una nova contractació d'un elenc d'actors, el pressupost de la pel·lícula va ser reestructurat, tenint Cruise gran retallada salarial.

## Filmació
El rodatge comença a Roma, Itàlia el 12 de juliol de 2005 i acaba a l'octubre. La localització de la filmació pren lloc a la Xina (Xangai i Xitang), Alemanya (Berlín), Itàlia (Roma i Caserta), Estats Units (Califòrnia, Virgínia i Maryland), i la Ciutat de Vaticà. Les escenes nocturnes que involucren als gratacels van ser filmades a Xangai, mentre que part del rodatge a Xangai es va fer a Los Angeles.

## Música
La partitura musical de la pel·lícula va ser composta per Michael Giacchino. Ell és el tercer compositor a prendre la sèrie, seguint a Danny Elfman i Hans Zimmer. L'àlbum de partitura va ser llançat el 9 de maig de 2006 per Varèse Sarabande Records. A diferència dels lliuraments anteriors, no es va llançar cap àlbum de la banda sonora amb la música contemporània de la pel·lícula. Malgrat això, la pel·lícula presenta una cançó de Kanye West titulada Impossible que també presenta a Twist, Keyshia Cole i BJ.